# 劳伦·斯克鲁格斯
劳伦·斯克鲁格斯（英語：Lauren Scruggs，2003年1月27日—），美国女子击剑运动员，2022年世界青年击剑锦标赛女子花剑个人金牌得主、2024年夏季奥林匹克运动会女子花剑个人银牌得主。